# Samaneh Meshkati
Samaneh Meshkati (persisch سمانه مشکاتی; * 20. September 1997) ist eine iranische Grasskiläuferin. Sie nahm 2012 erstmals an Weltcuprennen teil.

## Karriere
Meshkati nahm im August 2012 im Alter von 14 Jahren erstmals an Weltcuprennen teil. Sie startete in der Saison 2012 nur in den drei Weltcuprennen in Dizin in ihrem Heimatland und belegte in den beiden Super-G die Plätze fünf und neun, während sie im Riesenslalom disqualifiziert wurde. Im Gesamtweltcup kam sie damit auf Rang 19.

## Erfolge

### Weltcupplatzierungen
- 2012: Super-G: Platz 5 und Platz 9
- 2019: Super-G: Platz 9; Riesenslalom: Platz 6
- 2022: Super-G: Platz 8 und Platz 16; Riesenslalom: Platz 7 und Platz 11